# Староиндийская защита
Староиндийская защита — дебют, начинающийся ходами:
1. d2-d4 Kg8-f6 

2. c2-c4 g7-g6 

3. Кb1-c3 (или 3. g2-g3) Сf8-g7.
Относится к полузакрытым началам. Одна из наиболее актуальных систем индийской защиты. Характерные особенности: создание белыми крепкого пешечного центра и возможность фланговых ударов или, в случае размена пешек на поле d4, фигурной игры на пунктах e5 или c5; активность «староиндийского» слона чёрных по диагонали a1 — h8 и фигурное давление по полуоткрытым вертикалям «e» или «c».
Наибольший вклад в развитие староиндийской защиты за чёрных внесли Исаак Болеславский, Давид Бронштейн, Ефим Геллер, Эдуард Гуфельд, Светозар Глигорич, Бобби Фишер, Гарри Каспаров, Теймур Раджабов, а за белых —
Александр Алехин,  Тигран Петросян, Анатолий Карпов и Лев Полугаевский.

## История
Самое раннее известное использование термина «индийский дебют» относится к 1884 году. До середины 1930-х годов Староиндийская защита считалась сомнительным дебютом, но анализ и игра трёх сильных советских шахматистов — Александра Константинопольского, Исаака Болеславского и Давида Бронштейна — смогли сделать эту защиту более уважаемой и популярной. Это динамичное, исключительно сложное начало часто использовали чемпионы мира Гарри Каспаров, Бобби Фишер и Михаил Таль, а также у выдающиеся гроссмейстеры Виктор Корчной, Мигель Найдорф, Ефим Геллер, Джон Нанн, Светозар Глигорич, Вольфганг Ульман и Илья Смирин, которые внесли большой вклад в теорию и практику этого дебюта.
В начале 2000-х популярность дебюта снизилась после того, как Владимир Крамник начал успешно играть против него — настолько хорошо, что Каспаров отказался от дебюта после нескольких поражений в партиях с Крамником. Современные ведущие шахматисты, в том числе Хикару Накамура, Теймур Раджабов и Дин Лижэнь, успешно применяют данный дебют.

## Варианты
- Система Земиша 3. Кb1-c3 Сf8-g7 4. e2-e4 d7-d6 5. f2-f3 Гуфельд считал эту систему слишком громоздкой и тяжеловесной, Геллер, напротив, весьма часто сам её играл. Смысл системы в том, чтобы увести короля на ферзевый фланг и провести пешечную атаку королевского фланга путём h2-h4-h5 и g2-g4. Но в этом случае черные могут начать контригру на ферзевом фланге.
- Классическая система 3. Кb1-c3 Сf8-g7 4. e2-e4 d7-d6 5. Кg1-f3 0-0 6. Сf1-e2 Рекомендовалась Тиграном Петросяном.
- Система Авербаха 3. Кb1-c3 Сf8-g7 4. e2-e4 d7-d6 5. Сf1-e2 0-0 6. Сc1-g5
- Вариант четырёх пешек 3. Кb1-c3 Сf8-g7 4. e2-e4 d7-d6 5. f2-f4 Рекомендовался Александром Алехиным.
- Система Макогонова 3. Кb1-c3 Сf8-g7 4. e2-e4 d7-d6 5. h2-h3
- Система с развитием слона на g2 3. g2-g3 Сf8-g7 4. Сf1-g2 0-0 5. Кg1-f3 d7-d6 6.0-0

## Упоминание в культуре
Староиндийская защита, легко преодолеваемая в ходе игры Фишером, упоминается во второй части песни Владимира Высоцкого «Честь шахматной короны». (Однако ранее в песне присутствуют слова "сделал ход с e2 на e4", что не соответствует первому ходу белых 1. d2-d4, типичного для староиндийской защиты; видимо, речь идет об игре с перестановкой ходов.)